# Stimdromia
Stimdromia is een geslacht van kreeftachtigen uit de klasse van de Malacostraca (hogere kreeftachtigen).

## Soorten
- Stimdromia angulata (Sakai, 1936)
- Stimdromia foresti (McLay, 1993)
- Stimdromia kosugei (Takeda & Miyake, 1972)
- Stimdromia lamellata (Ortmann, 1894)
- Stimdromia lateralis (Gray, 1831)
- Stimdromia longipedalis (Dai, Yang, Song & Chen, 1986)